# Centaurea zagrosmontana
Centaurea zagrosmontana — вид квіткових рослин родини айстрових (Asteraceae). Ареал: Іран. Вид названий на честь Загроських гори у Західному Ірані, де був знайдений.

## Біоморфологічна характеристика
Багаторічні рослини, зазвичай повністю зелені, 38–42 см заввишки; стебло розгалужене, прямовисне, густоволосисто-повстисте. Листки великі, шорсткі, нероздільні, від широко-довгастих до ланцетних, по краю цілокраї, на верхівці мукронатні, густо-волосисті. Прикореневі та нижні стеблові листки перисто-розсічені, сегменти по 3–4 пари, від ланцетних до вузькояйцюватих, цілокраї, на верхівці тупі, 12–20 × 2–4.5 см. Серединні стеблові листки прості, 9–12 × 3–4 см. Верхні стеблові листки менші, прості, 7–16×1–3(5) см. Квіткові голови поодинокі на кінці стебла. Філярії багаторядні, жовто-зеленуваті, гладкі та голі. Квіточки жовті. Сім'янки довгасті, бурі, майже голі, 6–7 × 3–3.5 мм. Папус 14–17 мм завдовжки, коричневого або солом'яного кольору.

## Середовище
Centaurea zagrosmontana зустрічається в горах у Равансарі, провінція Керманшах у Західному Ірані. Це рідкісний ендемік, відомий лише на полях і узбіччях доріг у горах Шаху. Росте нижче 1500 метрів над рівнем моря.